# Cavernosografia
La cavernosografia è una procedura diagnostica radiologica che permette una valutazione dell'integrità e dell'anatomia dei corpi cavernosi del pene, pertanto utilizzabile nella diagnostica di molte malattie e disfunzioni dell'organo genitale maschile. Le lesioni vascolari che coinvolgono il pene sono una delle cause più frequenti di impotenza organica. Dal momento che questa procedura fornisce una buona visualizzazione delle anormalità strutturali dei corpi e tessuti cavernosi, risulta utile nella diagnosi differenziale delle disfunzioni erettili su base organica. Alcuni autori ritengono, tuttavia, che la procedura sia di relativa utilità, soprattutto in virtù dell'elevato numero di falsi positivi.

## Anatomia

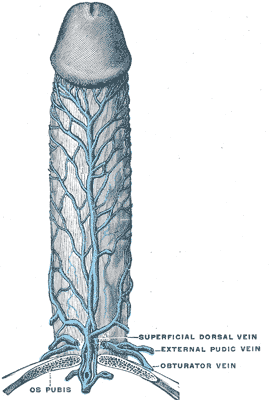
Sistema venoso del pene

Il drenaggio venoso dei corpi cavernosi avviene tramite la vena dorsale superficiale e profonda del pene e le vene profonde.

La vena dorsale superficiale drena il sangue dal prepuzio e dalla cute del pene decorrendo tra la fascia di Buck e la fascia di Colles, andando a confluire nella vena pudenda esterna.

La vena dorsale profonda drena invece il sangue del glande, del corpo spongioso e di parte dei corpi cavernosi passando tra la tunica albuginea e la fascia di Buck.

Le vene profonde prendono origine a partire da ogni singolo corpo cavernoso e confluiscono nella vena pudenda interna.

Anastomosi multiple determinano una stretta connessione del sistema venoso superficiale e profondo.
Il sistema venoso circonflesso, interposto tra la fascia di Buck e la tunica albuginea, comunica con le vene dorsali e superficiali del pene.

La vena dorsale profonda e la vena pudenda interna drenano nel plesso prostatico.
Sia a livello del sistema venoso circonflesso, che della vena dorsale profonda del pene, sono state descritte numerose valvole venose.

## Utilizzi
- fratture del pene
- Priapismo
- Induratio penis plastica (malattia di La Peyronie)
- Disfunzione erettile[6][7].

## Procedura
Si procede ad una pulizia e disinfezione rigorosa della cute del pene, quindi si inserisce un ago 19 gauge (pari a 1,1 mm di diametro) in ogni corpo cavernoso.
Molti autori, al fine di evitare ogni possibile interferenza con i meccanismi neurologici dell'erezione, sconsigliano di ricorrere ad anestetici locali.
La corretta posizione di introduzione dell'ago nei corpi cavernosi è quella dorso-laterale, circa a metà dell'asta virile, ed è rivelata dal ritorno di una minima quantità di sangue nell'ago. In casi dubbi è sempre possibile eseguire una fluoroscopia iniettando una piccola quantità di materiale di contrasto.

Il mezzo di contrasto deve essere adeguatamente diluito al fine di evitare il rischio di una possibile trombosi, ed iniettato con un'apposita pompa meccanica ad alti flussi, impostabile per flussi variabili da 0 a 500 ml/ora.
L'operatore deve prendere nota del flusso necessario per indurre e mantenere l'erezione.
Un adeguato numero di radiografie (sia in posizione antero-posteriore che obliqua) devono essere scattate circa ogni 10-15 secondi in modo da ottenere delle immagini seriate della fase di infusione.
Al termine della procedura si procede alla rimozione degli aghi e si applica una lieve compressione dell'asta virile, finalizzata ad evitare la formazione di ematomi o ristagno del mezzo di contrasto.